# Tranżerowanie
Tranżerowanie – rozbieranie i porcjowanie dużych sztuk mięsa pieczonego na kawałki, plastry lub płaty mięs lub dzielenie na kawałki pieczonego w całości drobiu.